# Aloeo
En la mitología griega, Aloeo (Ἀλωεύς) o Aloes es uno de los cinco hijos habidos por Poseidón y Cánace, una de las hija de Eolo. De su esposa y a la vez sobrina, Ifimedia, hija de Tríope, tuvo a los gigantescos Oto y Efialtes, llamados en conjunto los Alóadas por su padre putativo. En efecto Poseidón era el verdadero padre de éstos. Se dice que Aloeo fundó la ciudad de Alo, que llevó su nombre, y que estaba ubicada en Etolia.
A Aloeo también se le atribuye una hija, cuyo nombre varía según los autores. Unos dicen que se llamaba Pancrátide y que fue raptada por los piratas hasta Naxos. Otros alegan que se llamaba Plátano (Πλάτανος), era hermosa y tan alta como sus hermanos; y cuando Zeus castigó a los Alóadas con un rayo a ella la metamorfoseó en el árbol que llevó su nombre, el plátano. Y otros más que se llamaba Elate (Ἐλάτη) y la imaginan como una giganta; lloró tanto por la muerte de sus hermanos que fue metamorfoseada en abeto. Todavía una última tradición más nos dice que su hija fue Laódice, la esposa de Eolo y madre de Creteo y Salmoneo.
En los textos homéricos se nos dice que la madrastra de los Alóadas era una tal Eribea, una bella muchacha que reportó a los dioses que sus gigantescos hijastros habían raptado a Ares y lo mantenían cautivo.
En la Eneida de Virgilio se nos dice que los Alóadas fueron destinados al inframundo, mientras que a Eneas lo juzgó Radamantis, uno de los tres jueces del mundo subterráneo.
Según otra tradición diferente Aloeo era hijo de Helios y una tal Antíope. Recibió de su padre la soberanía del distrito de Asopia, ubicada en Sición. Tuvo un hijo, Epopeo, que lo sucedió en el trono.